# 川合村 (京都府)
川合村（かわいむら）は、京都府天田郡にあった村。現在の福知山市三和町の北西部にあたる。

## 歴史
- 1889年（明治22年）4月1日 - 町村制の施行により、加用村・上川合村・下川合村・岼村・大原村・台頭村の区域をもって発足。
- 1918年（大正7年） - 大字下川合の一部が細見村に編入。同村大字梅原となる。
- 1955年（昭和30年）3月1日 - 菟原村・細見村と合併して三和村が発足。同日川合村廃止。